# 1503

## Esdeveniments
Països Catalans
- 16 de setembre a 19 d'octubre: Setge de Salses.
- 28 de desembre: victòria dels terços del Gran Capità a Garellano (Itàlia), que posa el Regne de Nàpols a les mans de Ferran II el Catòlic.,[1] batalles on segons diversos autors hi havia molts catalans; un d'ells és en Cristòfor Despuig, que després de la batalla posa en boca del gran Capità:"..essos dos caballeros… si no fuese por ellos no tuviéramos hoy ..que comer"[2]

Resta del món
- Descobriment de les Bermudes.

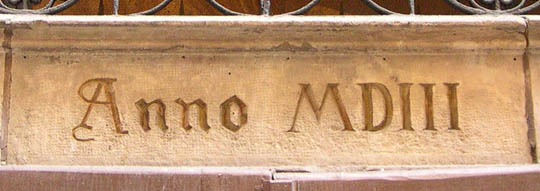
Llinda de la capella de Sant Cristòfor, Barcelona

- Primera descripció europea del còlera.
- S'atorga el dret a Sevilla de comerciar en exclusiva amb el nou món.
- 10 de maig - Cristòfor Colom arriba a les Illes Caiman, i es converteix en el primer europeu en fer-ho.[3]

## Naixements
Països Catalans
Resta del món
- 10 de març - Alcalá de Henares, Castella: Ferran I, emperador del Sacre Imperi Romanogermànic i Arxiduc d'Àustria (m. 1564).
- 24 d'octubre - Lisboa, Portugal: Isabel de Portugal i d'Aragó, reina de les corones de Castella i d'Aragó i, més tard, emperadriu imperial (m. 1539).[4]
- 14 de desembre - Saint-Rémy-de-Provence (França): Nostradamus, astròleg i matemàtic. (m. 1566).
- Garcilaso de la Vega.

## Necrològiques
Països Catalans
- Xàtiva: Hug Roger III de Pallars Sobirà, últim comte de la casa de Pallars.

Resta del món
- 11 de febrer - Londres: Elisabet de York, reina d'Anglaterra (n. 1466).[5]
- 18 d'agost, Roma, Estats Pontificis: Alexandre VI, Papa d'origen valencià.
- Hamd Allah Hamdi, poeta turc.